# Cantó de Lannion
El cantó de Lannion (bretó Kanton Lannuon) és una divisió administrativa francesa situat al departament de Costes del Nord a la regió de Bretanya.

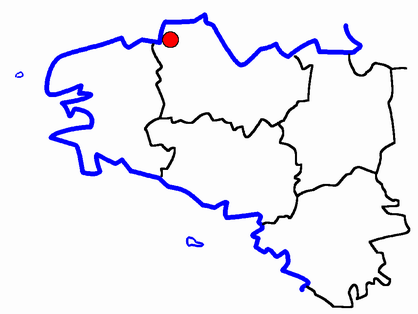
Situació del cantó

## Composició
El cantó aplega 5 comunes :
| Nom bretó           | Nom francès         | Nom gal·ló |
| Kaouenneg-Lanvezeeg | Caouënnec-Lanvézéac | ---        |
| Lannuon             | Lannion             | ---        |
| Ploubêr             | Ploubezre           | ---        |
| Ploulec'h           | Ploulec'h           | ---        |
| Rospezh             | Rospez              | ---        |

## Història
| Data d'elecció                           | Identitat | Partit | Qualitat |
| ---------------------------------------- | --------- | ------ | -------- |
| 2004-                                    | Denis Mer | PS     |          |
| les dades anteriors no són pas conegudes |           |        |          |
|                                          |           |        |          |